# شیوه‌نامه ایران
شیوه‌نامهٔ ایران شیوه‌نامه‌ای برای یادکرد منابع فارسی و انگلیسی در آثار علمی است که توسط پژوهشگاه علوم و فناوری اطلاعات ایران تدوین شده‌است و نخستین بار در سال ۱۳۸۵ منتشر شد. این شیوه‌نامه مبتنی بر نظام نویسنده–تاریخ است.

## نمونه یادکرد
یک کتاب فارسی با ۳ نویسنده در این شیوه‌نامه چنین می‌آید:
صارمی، کتایون، عباس رفیعی فراهانی، و فریدون امانی. ۱۳۷۲. موزه‌های ایران. تهران: سازمان میراث فرهنگی کشور.
که یادکرد درون‌خطی آن به شکل (صارمی، رفیعی، و امانی ۱۳۷۲، ۸۷) است.
نمونه‌ای از یادکرد کتاب انگلیسی با ۳ نویسنده چنین است:
Merk, Jane S. , Ida J. Fogg, and Charles A. Snowe. 1987. Astrology for the beginning meteorologist. Chicago: Dark Weather and Clere.
و یادکرد درون‌خطی آن به شکل (Merk, Fogg, and Snowe 1987) می‌آید.